# 遮陇公路
遮陇公路，也称章遮公路，是云南省的一条省级公路（编号S334），为二级公路，起点位于德宏傣族景颇族自治州芒市芒海镇，经遮放镇户拉、景罕、勐约，终点为陇川县章凤镇拉影口岸，因此也称芒拉线。其中芒海至遮放户拉段，又被编入S339省道。
1964年，陇川县自行修建了章凤至城子的章城公路，途径景罕。1985年，陇川县政府计划修筑赛号过龙江、连接昆畹公路的四级路，至1987年修至勐约的江边，但未实现通车。1993年，陇川县决定新修遮陇公路，自景罕镇经勐约，接遮放户拉的320国道。1994年12月8日开工，因资金不足延工，至1998年12月28日全线完工。2004年12月27日开始二级公路改扩建施工，2007年12月22日完工。遮陇公路是云南省的省道，原用编号S320。《云南省道网规划修编（2016—2030 年）》将遮芒公路改编为S334省道，S320省道编号改由大理州鹤庆至老君山公路使用。

## 资料来源
1. 1 2 3  段月华 姜德发 主编; 云南省陇川县志编纂委员会 编. . 昆明: 云南民族出版社. 2005.1: 518. ISBN 7-5367-3082-9.
2. ↑  德宏州交通局. . 昆明: 云南民族出版社. 1999.11: 49. ISBN 7-5367-1188-3.
3. ↑  . 孔雀之乡网. 2009-05-25  [2019-09-25]. （原始内容存档于2015-03-20）.
4. ↑  . 大理白族自治州人民政府. 2022-04-01  [2024-02-14]. （原始内容存档于2024-02-14）.